# Бразджюнас, Повилас Повилович
Повилас Повилович Бразджюнас (лит. Povilas Brazdžiūnas; 18 сентября 1897 года — 28 февраля 1986 года) — советский литовский физик, академик АН Литовской ССР (1956); лауреат Государственной премии Литовской ССР (1961).

## Биография
Родился в деревне Жижмаришкис Стумбришской волости Поневежского уезда в многодетной крестьянской семье. Учился в школе в Вабальнинкасе и в Паневежской гимназии.
В 1919 году поступил в Военное авиационное училище и служил в лётных частях до 1922 году.
Окончил Литовский (1925) и Цюрихский (1930) университеты. В 1930—1940 годах преподавал в каунасском Университете Витовта Великого, в 1940—1943 и 1945—1976 годах — в Вильнюсском университете. С 1945 года — профессор. Заведующий кафедрой экспериментальной физики (1946—1960), радиофизики (1960—1970), электроники (1970—1973).
В 1944—1945 годах директор Вильнюсского педагогического университета. Работал также в Институте физики и математики АН Литовской ССР. В 1963—1976 годах учёный секретарь Физико-математического отдела АН Литовской ССР. Был одним из учредителей Общества физиков Литовской ССР и его председателем (1963—1965, 1969—1986). С 1971 года состоял председателем комиссии терминов по физике.
С 1976 года на пенсии. Похоронен в Вильнюсе на Антакальнисском кладбище.

### Вклад в науку
Основатель научной школы экспериментальной и полупроводниковой физики, квантовой электроники и радиофизики в Литве. Перевёл на литовский язык многие физические термины.
Публикации посвящены электронной оптике и физике полупроводников (исследование электрических, фотоэлектрических и оптических свойств тонких полупроводниковых слоев, сернистых, селенистых и теллуристых соединений).
Академик АН Литовской ССР (1956).

## Сочинения
- „Klaidų skaičiavimas“ (1934),
- „Termodinamika“ (1936)
- „Naujoji fizika“ (1941)
- „Bendroji fizika“ (4 d., 1960-65)
- „Fizikos praktikos darbai“ (1948, 1958, 1968, 1972; в соавторстве)
- „Fizikos istorija Lietuvoje“ (1988)
- „Fizikos terminų žodynas“ (1958; один из составителей и редактор)
- „Fizikos terminų žodynas“ (4 т., 1979; один из составителей и редактор)
- „Lazerių fizikos terminų žodynas“ (1984; один из составителей и редактор)
- История физики в Литве : [В 2 ч. / П. Бразджюнас, Г. Городничюс, Г. Ионайтис и др. ; Редкол.: Г. Ионайтис (отв. ред.) и др.]. — Вильнюс : Мокслас, 1988-. — 20 см. Ч. 1: 1579—1940. — Вильнюс : Мокслас, 1988. — 211,[1] с., [16] л. ил.; ISBN 5-420-00041-5